# Senat Rzeczypospolitej Polskiej V kadencji (1938–1939)
Senat V kadencji utworzony został w wyniku wyborów przeprowadzonych w Polsce 13 listopada 1938 roku (poprzedni Senat IV kadencji rozwiązany został 13 września).
Senat V kadencji po raz ostatni zebrał sesję nadzwyczajną 2 września 1939 r., po wybuchu II wojny światowej, by znowelizować ordynację wyborczą tak, by pozwolić na łączenie mandatu z czynną służbą wojskową. Na czas stanu wojennego przekazał uprawnienia na rzecz izby o okrojonym składzie 19 osób. Ta izba nigdy się nie zebrała. Senat został rozwiązany z powodu załamania struktur państwa dekretem prezydenta Rzeczypospolitej Władysława Raczkiewicza z 2 listopada 1939 roku. Nowe wybory miały się odbyć w 60 dni po zakończeniu wojny. Po tej dacie rolę swoistego substytutu parlamentu pełniła powołana dekretem prezydenta z 9 grudnia 1939 roku Rada Narodowa Rzeczypospolitej Polskiej. 
Po zakończeniu wojny władzę w Polsce objęli komuniści, tworząc Krajową Radę Narodową. 30 czerwca 1946 roku przeprowadzono tzw. referendum ludowe („3 x tak”), w którym 1. pytanie brzmiało: „1. Czy jesteś za zniesieniem Senatu?”. Wyniki zostały sfałszowane. Według oficjalnych danych na pytanie 1. – „tak” odpowiedziało 7 844 522 osób (68% głosów), „nie” – 3 686 029 osób (32%), co było podstawą do nieuwzględnienia istnienia Senatu w PRL.

## Ordynacja
Wybory przeprowadzono na podstawie tej samej ordynacji wyborczej do Senatu, jak w czasie wyborów do Senatu IV kadencji.

## Wybory
W wyborach do Senatu wzięło udział 267 tysięcy osób, czyli 70% uprawnionych.

## Wyniki
Na podstawie tej ordynacji Prezydent Rzeczypospolitej Polskiej Ignacy Mościcki mianował 1/3 składu Senatu (czyli 32 senatorów). Wśród nich mianował też na senatorów przedstawicieli mniejszości narodowych: Rudolfa Wiesnera i Ervina Hasbacha (Niemcy, pierwszy z nich był liderem nazistowskiej partii Junge Deutsche Partei) oraz Jakuba Trockenheima z warszawskich ortodoksów oraz prof. Mojżesza Schorra.
Marszałkiem Senatu został ppłk. dyp. Bogusław Miedziński.